# نيك روس
نيك روس (بالإنجليزية: Nick Ross) (11 نوفمبر 1991 إنفرنيس المملكة المتحدة - )، هو لاعب كرة قدم محترف اسكتلندي يلعب في مركز لاعب الوسط المهاجم لفريق جمهورية ساكرامنتو في دوري الولايات المتحدة لكرة القدم الاحترافي. لعب روس سابقًا لأندية إنفرنيس كاليدونيان ثيستل، دندي، برورا رانجرز، إي باسو لوكوموتيف، كما مثل منتخب اسكتلندا تحت 21 عامًا.

## مسيرة الأندية

### إنفرنيس سي تي
تدرج روس في فرق الشباب بنادي إنفرنيس كاليدونيان ثيستل، وقبل موسم 2009-2010، ذكر المدير الفني تيري بوتشر أن روس كان من بين عدد من الشباب الذين تم اختيارهم لقائمة الفريق الأول.
ظهر لأول مرة مع إنفرنيس في مباراة ضد مونتروز، حيث فاز إنفرنيس بركلات الترجيح 5-3 بعد تعادل 1-1 في الجولة الأولى من كأس التحدي. وكان ظهوره الأول في الدوري في مباراة انتهت بالتعادل 0-0 ضد آير يونايتد في 15 أغسطس 2009.
سجل روس أول هدف له للنادي ضد غرينوك مورتون في مباراة فاز فيها إنفرنيس 1-0. وبسبب تسجيله لهذا الهدف، تم تأجيل انتقاله المتوقع إلى نادي آخر على سبيل الإعارة. وبعد أيام من تسجيله الهدف، ساعد النادي في الفوز بكأس إنفرنيس بعد الفوز على كلاكنكودين. وعلى الرغم من مشاركته في ست مباريات فقط، ساهم روس في صعود إنفرنيس مرة أخرى إلى الدوري الاسكتلندي الممتاز.
استمر روس في المشاركة أساسياً مع إنفرنيس في الموسم التالي، حيث قدم أداءً جيدًا وأصبح لاعبًا أساسياً في الفريق. عُرض عليه عقد جديد مع النادي ووقع عقدًا لمدة عامين. في 4 مايو 2011، قدم روس تمريرة حاسمة للهدف الفائز عن طريق شين ساذرلاند في فوز 3-2 على سيلتيك. بعد أسبوع، سجل هدفه الأول في الدوري الممتاز في مباراة ضد هيبرنيان، وكان هدفًا من تسديدة من مسافة 20 ياردة. شارك في 34 مباراة رغم تعرضه لإصابتين خلال الموسم.
في موسم 2011-2012، قضى روس وقتًا أطول على مقاعد البدلاء. رغم ذلك، سجل هدفه الثاني في الدوري في خسارة 3-1 ضد دندي يونايتد في سبتمبر 2011. وفي أواخر أكتوبر، تعرض لإصابة في الفخذ أبعدته عن اللعب. لاحقًا، في 17 فبراير 2012، سجل هدفه الثاني في الموسم في تعادل 1-1 ضد دنفرملين أثليتيك.
افتتح روس موسم 2012-2013 بالتسجيل في تعادل 1-1 ضد سانت ميرين. تعرض لإصابة خطيرة في مباراة ضد سيلتيك عندما أصيب بخلع في الكتف، واضطر للخضوع لعملية جراحية. أعلن المدير الفني بوتشر أن روس سيكون غائبًا لمدة ثلاثة أشهر ووصف ذلك بـ"الضربة الكبيرة". أثناء فترة غيابه، وقع روس عقدًا جديدًا لمدة عامين مع النادي. عاد إلى اللعب في 29 ديسمبر 2012 كبديل متأخر في تعادل 0-0 ضد سانت جونستون. رغم العودة الناجحة، صرح روس بأنه يعمل على تحسين قوته ولياقته.
لاحقًا في الموسم، سجل هدفين في مباراتين متتاليتين، ضد سيلتيك في 9 فبراير 2013 وضد كيلمارنوك بعد أربعة أيام. في أبريل، دعا روس الفريق إلى بذل جهد لتحقيق مركز في الدوري الأوروبي للمرة الأولى، لكن إنفرنيس فشل في تحقيق ذلك بفارق ضئيل.
بدأ روس موسم 2013-2014 بتمريره حاسمة لهدف آرون دوران في تعادل 2-2 ضد سيلتيك في 24 أغسطس 2013. بعد رحيل تيري بوتشر، سجل روس هدفه الأول في الموسم في فوز 2-0 على هيبرنيان في 9 نوفمبر 2013. في دور الرابع من كأس اسكتلندا، سجل هدفًا آخر في فوز 4-0 على غرينوك مورتون. في نصف نهائي كأس الدوري الاسكتلندي ضد هارتس، دخل روس كبديل في الدقائق الأخيرة وسجل هدف التعادل الذي دفع المباراة لوقت إضافي، ثم سجل ركلة ترجيح حاسمة ليقود إنفرنيس إلى النهائي. بعد بضعة أسابيع، في 18 فبراير 2014، سجل روس في فوز 2-0 على سترانرير ليتأهل إنفرنيس إلى الجولة التالية من كأس اسكتلندا. لعب في نهائي كأس الدوري الاسكتلندي كبديل وحول ركلة ترجيح في خسارة الفريق بركلات الترجيح 4-2 أمام أبردين بعد الوقت الإضافي.
استخدم المدير الفني الجديد جون هيوز روس بشكل رئيسي كبديل. رغم ذلك، أعرب روس عن رغبته في توقيع عقد جديد مع النادي والقتال لاستعادة مكانه في التشكيلة. استمر روس في الموسم 2014-2015 على نفس الوضع كبديل. من ضمن مشاركاته البديلة كانت في نهائي كأس اسكتلندا 2015 حيث دخل بدلاً من مارلي واتكينز في الوقت بدل الضائع. غادر إنفرنيس بعد نهاية الموسم بانتهاء عقده.

### دندي
وقع روس عقدًا لمدة عامين مع نادي دندي في يونيو 2015. سجل أول هدف له مع النادي في فوز 2-1 على دندي يونايتد في 2 يناير 2016. غادر النادي بعد موسم 2016-2017 بانتهاء عقده.

### سبسي أو إس كي
بعد مغادرته دندي، تدرب روس مع إنفرنيس كاليدونيان ثيستل للحفاظ على لياقته. لعب كاختبار في مباراة خيرية ضد منافس محلي، روس كونتي، في 8 نوفمبر 2017. في فبراير 2018، وقع عقدًا قصير الأمد مع نادي سبسي أو إس كي الروماني.

### برورا رانجرز
بعد فترة غير ناجحة في رومانيا، عاد روس إلى المرتفعات الاسكتلندية مع نادي برورا رانجرز في أكتوبر 2018 على أمل الحصول على عقد دائم في الأسابيع المقبلة.

### إي باسو لوكوموتيف
بعد فترة قصيرة مع برورا رانجرز، وقع روس مع نادي إي باسو لوكوموتيف الأمريكي بعقد لمدة عام مع خيار التمديد لعام آخر. في 18 ديسمبر 2021، اتفق روس وإي باسو على فسخ العقد بالتراضي.

### جمهورية ساكرامنتو
في 5 يناير 2022، وقع روس مع نادي جمهورية ساكرامنتو في دوري الولايات المتحدة لكرة القدم الاحترافي.

## المسيرة الدولية
اختير روس للمنتخب الوطني الاسكتلندي تحت 21 سنة في نوفمبر 2010. سجّل هدفًا في ظهوره الأول خلال فوز على منتخب أيرلندا الشمالية، لكنه لم يشارك مع الفريق مرة أخرى.

## إحصائيات
| النادي                    | الموسم                | الدرجة                      | مباريات الدوري | أهداف الدوري | مباريات الكأس الوطني | أهداف الكأس الوطني | مباريات كأس الدوري | أهداف كأس الدوري | مباريات أخرى | أهداف أخرى | المجموع الكلي للمباريات | المجموع الكلي للأهداف |
| ------------------------- | --------------------- | --------------------------- | -------------- | ------------ | -------------------- | ------------------ | ------------------ | ---------------- | ------------ | ---------- | ----------------------- | --------------------- |
| إنفيرنيس كاليدونيان ثيستل | 2009–10               | الدرجة الأولى الاسكتلندية   | 6              | 1            | 0                    | 0                  | 2                  | 0                | 2            | 0          | 10                      | 1                     |
| إنفيرنيس كاليدونيان ثيستل | 2010–11               | الدوري الممتاز الاسكتلندي   | 34             | 1            | 2                    | 0                  | 3                  | 0                | 0            | 0          | 39                      | 1                     |
| إنفيرنيس كاليدونيان ثيستل | 2011–12               | الدوري الممتاز الاسكتلندي   | 29             | 2            | 2                    | 0                  | 1                  | 0                | 0            | 0          | 32                      | 2                     |
| إنفيرنيس كاليدونيان ثيستل | 2012–13               | الدوري الممتاز الاسكتلندي   | 21             | 3            | 1                    | 0                  | 0                  | 0                | 0            | 0          | 22                      | 3                     |
| إنفيرنيس كاليدونيان ثيستل | 2013–14               | الدوري الممتاز الاسكتلندي   | 33             | 1            | 2                    | 2                  | 4                  | 1                | 0            | 0          | 39                      | 4                     |
| إنفيرنيس كاليدونيان ثيستل | 2014–15               | الدوري الممتاز الاسكتلندي   | 26             | 3            | 6                    | 0                  | 0                  | 0                | 0            | 0          | 32                      | 3                     |
| مجموع إنفيرنيس            | مجموع إنفيرنيس        | مجموع إنفيرنيس              | 149            | 11           | 13                   | 2                  | 10                 | 1                | 2            | 0          | 174                     | 14                    |
| دوندي                     | 2015–16               | الدوري الممتاز الاسكتلندي   | 37             | 1            | 4                    | 0                  | 1                  | 0                | 0            | 0          | 42                      | 1                     |
| دوندي                     | 2016–17               | الدوري الممتاز الاسكتلندي   | 19             | 0            | 0                    | 0                  | 2                  | 0                | 0            | 0          | 21                      | 0                     |
| مجموع دوندي               | مجموع دوندي           | مجموع دوندي                 | 56             | 1            | 4                    | 0                  | 3                  | 0                | 0            | 0          | 63                      | 1                     |
| سيبسي أوسك سفنتو جيورجيه  | 2017–18               | دوري الدرجة الأولى الروماني | 5              | 0            | 0                    | 0                  | 0                  | 0                | 0            | 0          | 5                       | 0                     |
| سيبسي أوسك سفنتو جيورجيه  | 2018–19               | دوري الدرجة الأولى الروماني | 0              | 0            | 0                    | 0                  | 0                  | 0                | 0            | 0          | 0                       | 0                     |
| برورا رانجرز              | 2018–19               | دوري المرتفعات الاسكتلندي   | 3              | 1            | 2                    | 0                  | 0                  | 0                | 0            | 0          | 5                       | 1                     |
| إل باسو لوكوموتيف         | 2019                  | دوري USL الأمريكي           | 29             | 2            | 0                    | 0                  | 0                  | 0                | 0            | 0          | 29                      | 2                     |
| مجموع المسيرة المهنية     | مجموع المسيرة المهنية | مجموع المسيرة المهنية       | 241            | 14           | 19                   | 2                  | 13                 | 1                | 2            | 0          | 275                     | 16                    |

## روابط خارجية
- نيك روس على موقع قاعدة بيانات كرة القدم.إي يو (الإنجليزية)
- نيك روس على موقع Soccerbase.com (لاعب) (الإنجليزية)
- نيك روس على موقع Soccerway.com (الإنجليزية)